# San Lorenzo (Nápoles)
San Lorenzo es un barrio de la ciudad de Nápoles, en Italia. Forma parte de la Municipalità 4 junto a Vicaria, Poggioreale y Zona Industriale.
Limita con los siguientes barrios: al norte con Stella y San Carlo all'Arena, al este con Vicaria, al sur con Zona Industriale, al oeste con Avvocata y al sur con Pendino, San Giuseppe y Porto.
Tiene una superficie de 1,42 km² y una población de 48.078 habitantes.

## Etimología
El topónimo deriva de la Basílica de San Lorenzo Maggiore, ubicada en la central Piazza San Gaetano, que representa el centro neurálgico del barrio.

## Historia
San Lorenzo se considera el corazón histórico de Nápoles: aquí se encontraba el ágora de la ciudad grecorromana (Neápolis), correspondiente a la actual Piazza San Gaetano, y los decumanos.
El barrio comprende también una parte de Forcella y la antigua Vicaria (mientras que la nueva Vicaria conforma un barrio independiente).
Debido a su historia milenaria, San Lorenzo alberga una cantidad extraordinaria de sitios arqueológicos, palazzi e iglesias, incluyendo la Catedral.

## Monumentos y lugares de interés
- Academia de Bellas Artes de Nápoles
- Basílica de San Lorenzo Maggiore
- Basílica de San Paolo Maggiore
- Castel Capuano
- Catedral de Nápoles
- Capilla del Monte di Pietà
- Capilla de los Pontano
- Capilla Sansevero
- Complejo Monumental de Santa Maria della Pace
- Iglesia de la Arciconfraternita del Cappuccio alla Pietrasanta
- Iglesia de San Biagio Maggiore
- Iglesia del Gesù delle Monache
- Iglesia de los Girolamini
- Iglesia de San Gennaro all'Olmo
- Iglesia de San Giovanni a Carbonara
- Iglesia de San Giovanni Battista delle Monache
- Iglesia de San Giuseppe dei Ruffi
- Iglesia de San Gregorio Armeno
- Iglesia de San Nicola a Nilo
- Iglesia de Sant'Anna a Capuana
- Iglesia de Santa Caterina a Formiello
- Iglesia de Santa Maria della Colonna
- Iglesia de Santa Maria di Costantinopoli
- Iglesia de Santa Maria Donnaregina Nuova
- Iglesia de Santa Maria di Gerusalemme
- Iglesia de Santa Maria delle Grazie Maggiore a Caponapoli
- Iglesia de Santa Maria Maggiore alla Pietrasanta
- Iglesia de Santa Maria della Sapienza
- Iglesia de Santa Maria Regina Coeli
- Iglesia de los Santi Apostoli
- Iglesia de San Tommaso a Capuana
- Museo d'Arte Contemporanea Donnaregina
- Museo Diocesano
- Museo dell'Opera di San Lorenzo Maggiore
- Obelisco de San Jenaro
- Palazzo Firrao
- Parque "Re Ladislao"
- Piazza Bellini
- Teatro Bellini
- Excavaciones arqueológicas de San Lorenzo Maggiore
- Teatro romano de Neápolis
- Via San Gregorio Armeno

## Transporte
San Lorenzo es servido por la Línea 1 del metro (estación Museo) y la Línea 2 (Servicio metropolitano F.S., estación Napoli Piazza Cavour).
Además, dan servicio las líneas de tranvía y autobús de ANM.